# Oxomagnesiohastingsita
L'oxomagnesiohastingsita és un mineral de la classe dels silicats, que pertany al supergrup dels amfíbols. Rep el nom per la seva relació amb la hastingsita.

## Característiques
L'oxomagnesiohastingsita és un inosilicat de fórmula química NaCa₂(Mg₂Fe3+
3)(Al₂Si₆)O22O₂. Va ser aprovada com a espècie vàlida per l'Associació Mineralògica Internacional l'any 2013. Cristal·litza en el sistema monoclínic. Es troba en forma de megacristalls de fins a 12 cm de grandària en toba rica en cristalls. La seva duresa a l'escala de Mohs és 6.
L'exemplar que va servir per a determinar l'espècie, el que es coneix com a material tipus, es troba conservat al museu mineralògic del departament de mineralogia de la Universitat Estatal de Sant Petersburg, a Rússia, amb el número de catàleg: 1/19465.

## Formació i jaciments
Va ser descoberta al con volcànic Deeti, al Gregory Rift, dins la província de Rift Valley, a Kenya, on sol trobar-se associada a la magnesiohastingsita. Es tracta de l'únic indret en tot el planeta on ha estat descrita aquesta espècie mineral.